# Гатри (Миннесота)
Гатри (англ. Guthrie) — тауншип в округе Хаббард, Миннесота, США. На 2010 год его население составило 555 человек.

## География
По данным Бюро переписи населения США площадь тауншипа составляет 91,5 км², из которых 90,2 км² занимает суша, а 1,3 км² — вода (1,41 %).

## Демография
По данным переписи населения 2000 года здесь находились 436 человек, 160 домохозяйств и 126 семей. Плотность населения — 4,8 чел./км². На территории тауншипа расположено 170 построек со средней плотностью 1,9 построек на один квадратный километр. Расовый состав населения: 94,72 % белых, 0,46 % афроамериканцев, 3,21 % коренных американцев, 0,23 % — других рас США и 1,38 % приходится на две или более других рас.
Из 160 домохозяйств в 36,3 % воспитывались дети до 18 лет, в 67,5 % проживали супружеские пары, в 7,5 % проживали незамужние женщины и в 21,3 % домохозяйств проживали несемейные люди. 17,5 % домохозяйств состояли из одного человека, при том 8,1 % из — одиноких пожилых людей старше 65 лет. Средний размер домохозяйства — 2,73, а семьи — 3,02 человека.
30,0 % населения — младше 18 лет, 5,5 % — в возрасте от 18 до 24 лет, 30,5 % — от 25 до 44, 25,7 % — от 45 до 64, и 8,3 % — старше 65 лет. Средний возраст — 36 лет. На каждые 100 женщин приходилось 97,3 мужчин. На каждые 100 женщин старше 18 приходилось 96,8 мужчин.
Средний годовой доход домохозяйства составлял 41 250 долларов, а средний годовой доход семьи — 45 278 долларов. Средний доход мужчин — 36 125 долларов, в то время как у женщин — 19 583. Доход на душу населения составил 21 561 доллар. За чертой бедности находились 8,7 % семей и 12,1 % всего населения тауншипа, из которых 22,0 % младше 18 и 4,5 % старше 65 лет.